# Aviatico
Aviatico är en ort och kommun i provinsen Bergamo i regionen Lombardiet i Italien. Kommunen hade 563 invånare (2018).